# Апостол Хаджигогу
Апостол Хаджигогу (на румънски: Apostol (Toli) Hagigogu (Hagi-Gogu)) е арумънски просветен деец и публицист, водач на съпротивата срещу гърцизма в края на XIX и началото на XX век в Берско.

## Биография
Апостол Хаджигогу е роден в арумънско (влашко) семейство в македонския град Бер, тогава в Османската империя, днес в Гърция. Работи като учител. Хаджигогу става лидер на арумънската общност в родния си град и полага големи усилия против гърцизма в Бер. Заради участието си в борбата срещу гърцизма и запазването на арумъните Хаджигогу е подложен на тормоз от страна на гърците, заплашван е да се обяви за грък и да изгори учебниците на румънски. След отказа му е направен опит за покушение срещу него.
Хаджигогу поддържа връзки с Вътрешната македонска революционна организация, среща се с представители на Задграничното ѝ представителство и се опитва да го склони към общи антигръцки действия.
Автор е на множество статии относно арумъните. В 1923 година основава списанието „Пенинсула Балканика“ в Букурещ. Пише често в списанието под псевдонима Турнус.
Синът му Стерю Хаджигогу също е виден арумънски писател и активист.